# Błażej Markwat
Błażej Markwat (ur. 1960) – polski bokser amatorski, brązowy medalista mistrzostw Polski (1989) w kategorii lekkopółśredniej. Podczas swojej kariery amatorskiej reprezentował barwy klubu Broń Radom.

## Kariera amatorska
Czterokrotnie rywalizował na mistrzostwach Polski (1979, 1980, 1983, 1989) w trzech różnych kategoriach wagowych. W roku 1979, 1980 oraz 1983 udział kończył na 1/8 finału, nie zdobywając żadnych medali. Jedyny swój medal wywalczył podczas swojego ostatniego startu na mistrzostwach Polski w roku 1989. Podczas turnieju odbywającego się w Łodzi, Markwat wyeliminował w ćwierćfinale zawodnika Wybrzeża Gdańsk, Sławomira Wilczewskiego, zapewniając sobie miejsce na podium. W półfinale przegrał przez poddanie w trzeciej rundzie z Tomaszem Dudą.